# کندس اوئنز
کندس اَوْئِنز (انگلیسی: Candace Owens؛ زادهٔ ۲۹ آوریل ۱۹۸۹) فعال سیاسی و تحلیل‌گر محافظه‌کار اهل ایالات متحده آمریکا است. او به عنوان یک کنش‌گر سیاه‌پوست از دونالد ترامپ حمایت کرده و به انتقاد شدید از جنبش جان سیاه‌پوستان مهم است و همچنین حزب دموکرات پرداخته است.